# Puente Internacional Barón de Mauá

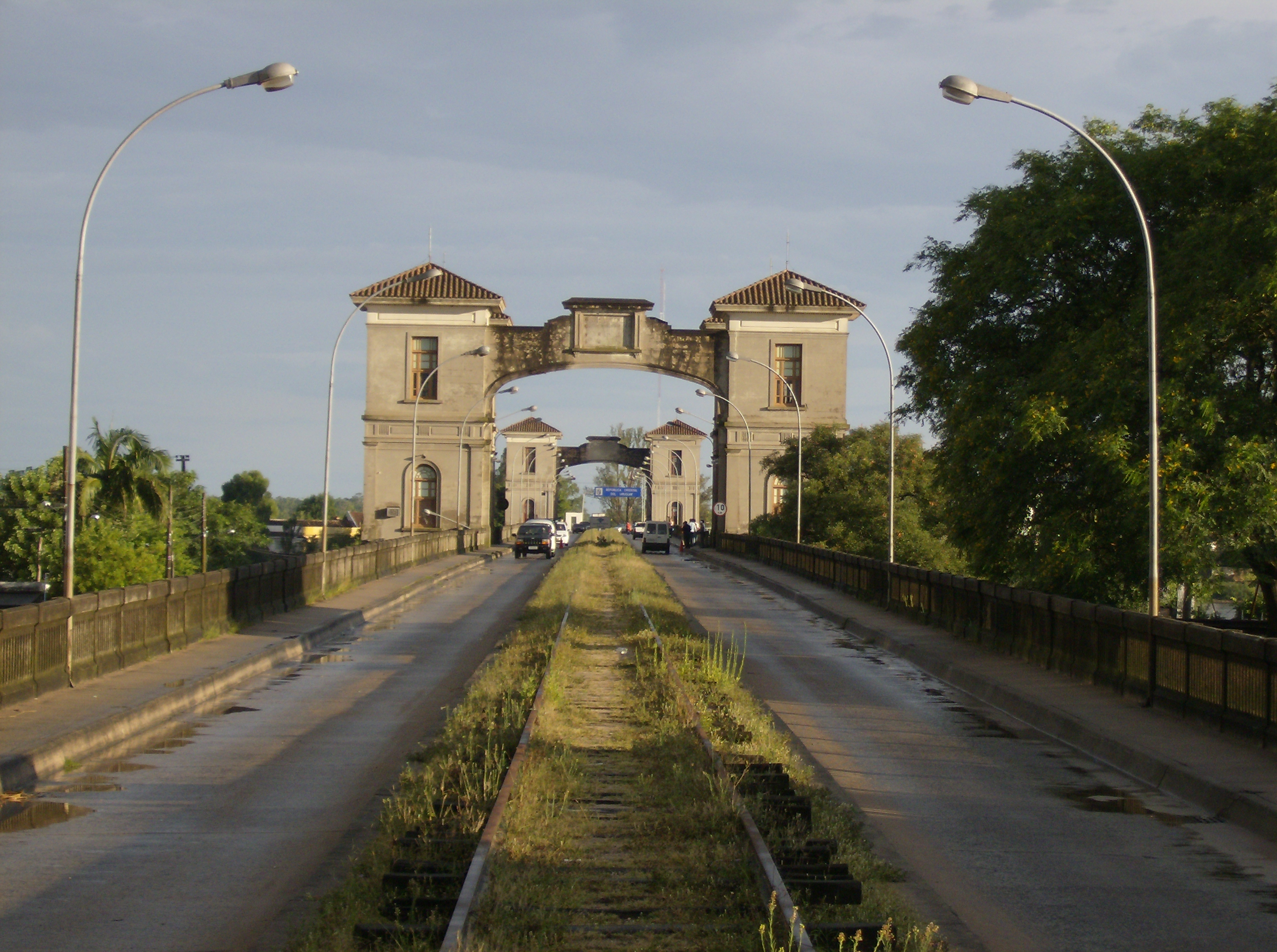
Vista del Puente Internacional Barão de Mauá.

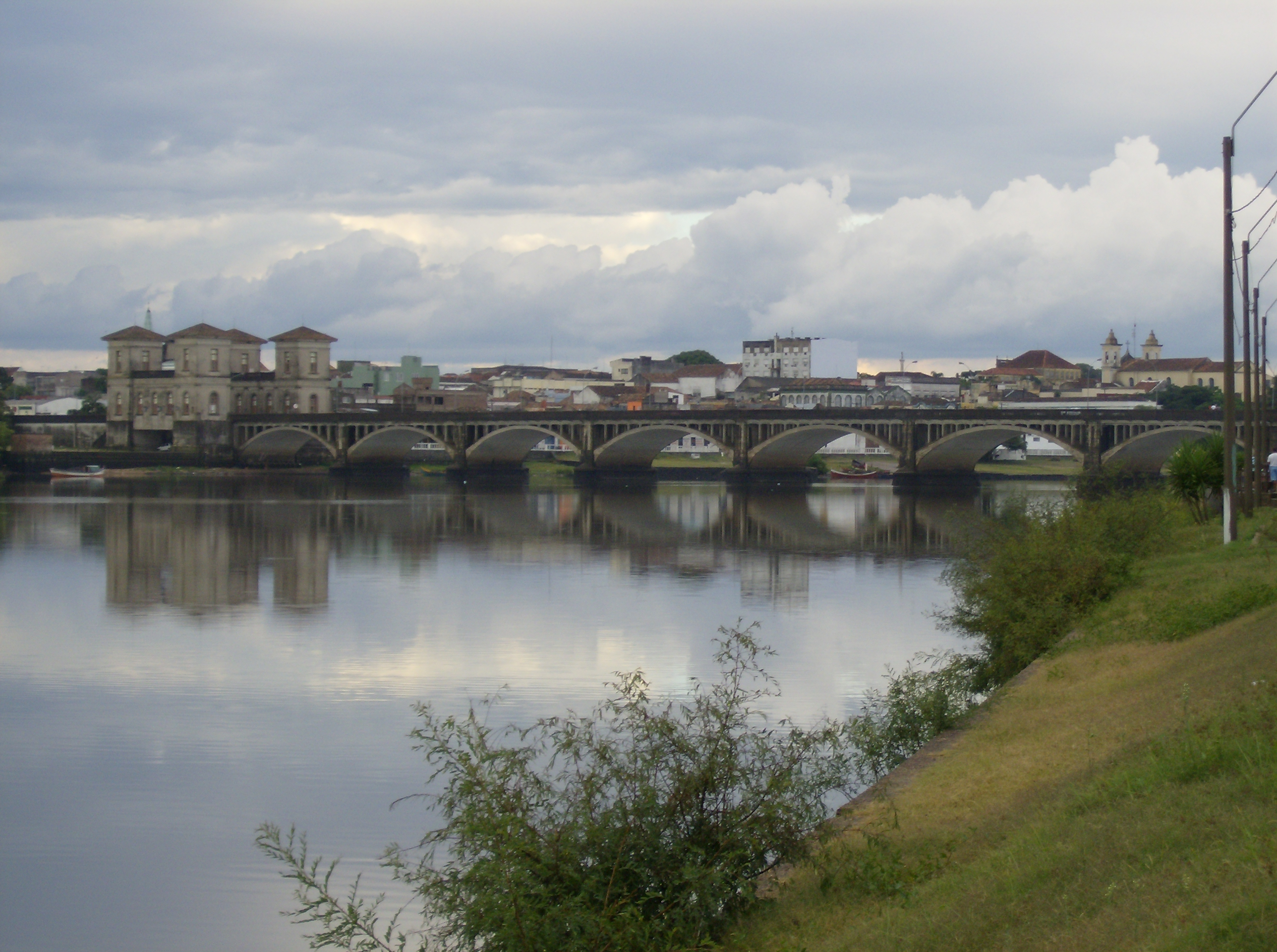
Vista del puente.

El Puente Internacional Barón de Mauá (en portugués Ponte Internacional Barão de Mauá) es un puente sobre el río Yaguarón que une las ciudades fronterizas de Río Branco (Uruguay) con Yaguarón (Brasil). Fue construido entre 1927 y 1930 después de un tratado firmado en el 1918 entre los dos países.
Inaugurado en el año 1930, el puente denominado Barón de Mauá en homenaje al barón, después Vizconde de Mauá, mantiene notoria majestuosidad, con sus 2112 metros de largo total, 85 arcos y 2046 pilotes. Une ambas ciudades con enlace carretero y ferroviario. 
La mayor parte de la extensión del puente está ubicada en territorio uruguayo, siendo este el primer puente internacional que tuvo Uruguay. Cuando se inauguró, en 1930, ostentó el privilegio de ser el más largo de Sudamérica. 
Esta construcción, declarada monumento histórico nacional, destaca por sus arcos alargados con cuatro torres coronadas de tejas musleras. Años atrás, cuando la compañía estatal de ferrocarriles AFE aún transportaba pasajeros, los convoyes llegaban por allí hasta la ciudad de Yaguarón. Retornaban cargados de gente y de bolsos, en una suerte de camino de "quileros" (contrabandistas en pequeña escala) sobre rieles. Desde el puente Mauá se aprecia una hermosa panorámica del río Yaguarón.